# Murasi járás

A Murasi járás a Kirovi területen

A Murasi járás (oroszul Мурашинский район) Oroszország egyik járása a Kirovi területen. Székhelye Murasi.

## Népesség
- 1989-ben 20 518 lakosa volt.
- 2002-ben 15 951 lakosa volt.
- 2010-ben 12 905 lakosa volt, melyből 12 333 orosz, 154 ukrán, 87 tatár, 51 komi, 50 moldáv.